# 劉輔 (成化進士)
劉輔（1425年—？），字相之，直隸大名府開州人，民籍。明朝政治人物。進士出身。
順天府鄉試第十八名。成化八年（1472年）壬辰科會試第二百四十八名，殿試登進士第二甲第二名。

## 家族
曾祖父劉義。祖父劉忠。父亲劉彬，曾任巡檢。